# Son (rivière)
Pour les articles homonymes, voir Son.
Le Son est une rivière du sud-ouest de la France et un affluent du Son-Sonnette, sous-affluent de la Charente. Il arrose le département de la Charente.

## Géographie
Le Son prend sa source près de Roumazières-Loubert. Il coule vers l'ouest et rejoint la Sonnette pour former le Son-Sonnette, à Ventouse.
Sa longueur est de 22 km,,.

## Communes et cantons traversés
Le Son traverse - dans l'ordre alphabétique - les communes de Cellefrouin, Nieuil, Roumazières-Loubert, Saint-Claud, Ventouse.
Soit en termes de cantons, le Son traverse les canton de Mansle, canton de Champagne-Mouton, canton de Saint-Claud.

## Hydrographie
Le bassin versant du Son est de 86 km2.
C'est un cours d'eau de première catégorie.

## Affluents
Son affluent principal est:
- le Courbary (ou Ruisseau des Cosses) sur sa rive droite, avec une longueur de 5,7 km[3].

## Aménagements
Le Son, le Son-Sonnette et la Sonnette comme d'autres affluents de la Charente, ont subi d'importants assecs et sont soumis à un plan de gestion de l'eau et suivis en tant que « bassin du Son-Sonnette ».